# Atopomyrmex calpocalycola
Atopomyrmex calpocalycola Snelling, R.R., 1992 è una formica della sottofamiglia Myrmicinae.

## Distribuzione e habitat
La specie è presente in Camerun.